# 폐렴구균
폐렴사슬알균(Streptococcus pneumoniae, 폐렴연쇄구균)은 그람 양성 및 용혈성을 보이는 연쇄상구균의 일종이다. 폐렴구균(肺炎球菌), 폐구균(肺球菌), 폐렴쌍구균(肺炎雙球菌), 폐렴1연쇄상구균(肺炎 鍊鎖狀球菌)이라고도 한다. 산소가 있는 환경에서는 알파용혈성을, 산소가 없는 환경에서는 베타용혈성을 보이는 조건혐기성 미생물이다. 쌍구균으로 나타나며 포자를 형성하지 않고, 운동성이 없다. 19세기 후반에 폐렴을 일으키는 가장 큰 원인들 중 하나임이 알려졌고, 현재 체액 면역 연구자들의 관심사 중 하나이다.
건강한 사람들에게서는 증상을 일으키지 않고 기도, 부비동, 비강에 집락을 형성한다. 그러나 어린이나 노인들 중 면역력이 약한 사람들의 경우 병원성을 띄며 다른 신체부위로 전파된다. 비말을 통해 사람간 전염이 일어나며, 기도에 잔존하던 병원체의 자가접종에 의해서도 질병이 발생할 수 있다. 신생아 감염을 일으킬 수도 있다.
어린이와 노인에게서 폐렴과 수막염을 일으키는 주 원인이며, 인간면역결핍 바이러스에 감염된 사람의 경우 패혈증까지 발생할 수 있다. 폐렴구균 감염증을 일으킨다. 이런 폐렴구균 감염증으로는 기관지염, 비염, 부비동염, 중이염, 결막염, 수막염, 패혈증, 골수염, 화농성 관절염, 심장내막염, 복막염, 심낭염, 봉와직염, 뇌농양 등을 일으킨다.
옵토친감수성검사에서 양성반응을 보인다. 쓸개즙에 의해 쉽게 용균되므로, 쓸개집을 사용한 담즙용해검사를 시행하기도 한다. 다당류 협막이 병원성을 가지는데, 90개의 항원형이 알려져있으며 각각 독력, 유병률, 약물 저항성이 다르다.

## 역사
1881년에 미국 육군의 조지 밀러 스턴버그와 루이 파스퇴르에 의해 처음 알려졌으며, 이후 폐렴을 일으키는 성질로 인해 1886년에 폐렴구균(pneumococcus)라 명명된다.
1926년부터는 가래를 그람 염색했을 때 보이는 특징들 때문에 폐렴쌍구균(Diplococcus pneumoniae)이라 불리기 시작한다. 이후 연쇄상구균과의 유사점이 대두됨에 따라 1974년에 폐렴구균(Streptococcus pneumoniae)이라 명명된다.
폐렴구균은 유전물질이 DNA로 이루어져있음을 밝히는데 지대한 공헌을 했다. 1928년, 프레더릭 그리피스는 독성이 있는 폐렴구균주를 열로 죽인 이후 쥐에 주사한 뒤, 독성이 없는 폐렴구균주를 주사했을 때 쥐가 죽는다는 내용의 실험 결과를 발표함으로써 형질전환을 발견한다. 이후 1944년에 오즈월드 에이버리, 콜린 먼로 맥클라우드, 매클린 매카티는 그리피스의 실험에서 형질전환을 일으킨 물질이 단백질이 아니라 DNA임을 밝힌다. 에이버리의 실험은 분자유전학을 탄생하게 하는 계기가 되었다는 평가를 받는다.

## 병리
폐렴구균은 폐렴을 일으키는 여러 원인 가운데 하나이다. 대한민국에서는 폐렴구균에 대한 예방의학적인 조사가 이루어져 이루어져 있지 않으나 미국의 조사결과를 따르면 위험군에 해당하는 사람들은 예방접종을 받아두는 것이 좋다. 65세 이상의 정상 성인이나 만성 폐질환 환자, 암환자, 당뇨병 등 대사질환 환자, 알콜의존증 환자 등에게 예방접종이 권장된다. 폐렴구균의 백신은 23종의 폐렴구균을 정제하여 제작된다.

## 유전학
1928년 프레더릭 그리피스는 폐렴구균을 이용한 실험으로 형질전환을 발견하였다. 폐렴구균의 유전체는 닫힌 원형 DNA구조를 가지며, 2백만에서 2.1백만개의 염기쌍을 가지나 이는 균주마다 차이가 있다. 1553개의 유전자를 가지는데 이중 154개가 독성 단백질을 만드는데 기여하며, 176개가 비침습적인 표현형을 유지하는데 기여한다. 유전체의 내용은 균주마다 10%까지 차이가 난다. 11종류의 란티바이오틱스를 포함해 다양한 항미생물성 펩티드를 암호화하고 있는 것으로 알려져 있다.

### 형질전환
자연에서 형질전환은 한 세균이 그 DNA를 주변에 방출하면 다른 세균이 이를 흡수하는 식으로 이루어진다. 에너지를 필요로 하며 많은 단백질 및 유전자들의 도움으로 발생하는 현상으로, 복잡한 고등 과정이라 할 수 있다. 폐렴구균에서는 형질전환을 위해 최소 23개의 유전자가 작동해야한다. 외부의 DNA에 달라붙어 자신의 염색체로 재조합하기 위해 세균은 수용성 상태로 전환된다.
폐렴구균은 미토마이신 C, 플루오로퀴놀론 항생제(노르플록사신, 레보플록사신, 목시플록사신), 국소이성화효소 억제자 등으로 인해 DNA가 손상되었을 때 수용성 상태로 전환된다. 이런 형질전환을 통해 미토마이신 C의 항생효과로부터 방어력을 갖출 수 있다. 이런 수용성 상태에서 산화스트레스에 대한 저항력이 높아지며, DNA 수선을 위한 상동 재조합을 촉진시키는 단백질인 RecA의 발현이 증가한다는 사실이 밝혀졌다. 따라서 형질전환은 산화에 의한 DNA 손상을 복구하기 위한 기작으로 출현하였으며, 폐렴구균에 감염되었을 때 과립구가 산화제를 과도하게 분비하는 이유가 이 세균을 물리치기 위한 것으로 보인다.

## 같이 보기
- 형질전환
- 조건혐기성 미생물
- 폐렴간균